# Ямаути, Кадзунори
Кадзунори Ямаути (яп. 山内 一典 Ямаути Кадзунори, род. 5 августа 1967 года; Касива, Япония) — японский автогонщик, президент и генеральный директор компании Polyphony Digital, создатель и идейный вдохновитель серии гоночных игр Gran Turismo для консолей производства Sony.

## Биография
Кадзунори Ямаути родился 5 августа 1967 года в японском городе Касива префектуры Тиба. Его семья владела подготовительной школой. Ямаути интересовался автомобилями с 4 лет, однако водительские права получил только в 24 года из-за их дороговизны.
Кроме автомобилей Ямаути со школы увлекался созданием компьютерных игр, в младших классах мечтал стать космонавтом, а в средней школе вместе с одноклассниками снимал любительские фильмы, однако окончил университет со специальностью по бухгалтерскому делу. В свободное от учебы в университете время Ямаути занимался созданием презентаций для автомобильных компаний.
В 1992 году он поступил на работу в игровое подразделение Sony Music Entertainment где занимался разработкой игровой приставки PlayStation, причем в качестве тестеров он привлекал учащихся из школы, которой владели его родители. В 1994 году он перешел в сформированное для запуска этой приставки подразделение Sony Computer Entertainment Inc. (SCEI) и занялся созданием игр. Его первым творением стал проект под названием «MotorToon Grand Prix» для PlayStation.
Еще в 15 лет Ямаути задумал создать симулятор компьютерных автогонок, который бы отличался качественной графикой и высокой степенью реализма, к тому же он хотел, чтобы в игре было большое количество автомобилей. Кроме того, Ямаути задумал сделать эту игру одинаково привлекательной как для любителей простых гонок для развлечения, так для тех игроков, которые требуют предельно реалистичного игрового процесса и хотели бы вникнуть во все настройки гоночных автомобилей. Ямаути обратился к руководству с идеей создания собственной игры, однако её восприняли скептически, разрешив, впрочем, её разработку небольшой командой. В 1997 году он выпустил первую игру из серии Gran Turismo для PlayStation, которая стала очень популярна: по всему миру было продано около 11 миллионов копий, а сайт GameSpot впоследствии назвал её одной из лучших игр всех времен. Отдельную известность получило подробное двухтомное руководство к игре.
В 1998 году Ямаути основал и стал президентом и генеральным директором дочерней компании SCEI — Polyphony Digital, которая занималась разработкой игр Gran Turismo. Всего было выпущено 7 полноценных игр из этой серии: «Gran Turismo», «Gran Turismo 2», «Gran Turismo 3: A-Spec», проект «Gran Turismo Concept», «Gran Turismo 4», а также «Gran Turismo 4 Prologue» и «Gran Turismo 5 Prologue», которые являются расширенными демоверсиями соответственно четвертой и пятой частей сериала. Также через PlayStation Network распространялся бесплатный проект Gran Turismo HD Concept, который демонстрировал игрокам возможности консоли PlayStation 3. По состоянию на 2008 год, во всем мире было продано свыше 50 миллионов копий игр Gran Turismo, что сделало серию одной из самых популярных в истории видеоигр. В Gran Turismo 4 игрок мог выбрать для гонки более 700 автомобилей и около полусотни трасс. Кроме того, Polyphony Digital разрабатывала игры Omega Boost, Motor Toon Grand Prix 2 и симулятор гонок на мотоциклах Tourist Trophy.
В 2009 году Ямаути занимался созданием новой игры «Gran Turismo 5» для игровой приставки Sony PlayStation 3.
Ямаути является почетным судьей престижного автошоу Pebble Beach Concours d’Elegance и с 2001 года является членом жюри награды «Японский автомобиль года». Он дважды, в 1998 и 2001 годах, становился лауреатом премии Британской академии кино и телевидения (англ. The British Academy of Film and Television Arts, BAFTA)), пять раз был назван лауреатом японской премии среди производителей игр CESA Game Award
Ямаути привлекался крупнейшими мировыми компаниями к разработке дизайна новых спортивных автомобилей, в частности Nissan Z33, GT-R и Skyline Coupe. Он известен как коллекционер спортивных автомобилей, в его гараже есть Nissan 350Z, Nissan GT-R, Nissan Z33, Honda S2000, Mercedes-Benz SL55 AMG, Porsche 996 GT3 и два Ford GTS, некоторые из этих машин были подарены ему самими автопроизводителями. Ямаути увлекается любительскими автомобильными гонками и регулярно участвует в заездах на гоночных трассах в Японии и Европе. Он признавался в интервью Spiegel Online в том, что участвует в нелегальных гонках на автомагистралях близ Токио.
Кроме автомобилей и компьютерных игр Ямаути увлекается кинематографом.